# Рудольф Лютерс
Рудольф Лютерс (нім. Rudolf Lüters; Дармштадт, 10 травня 1883 — Красногорськ, 24 грудня 1945) — німецький генерал під час Другої світової війни.
Один із командувачів німецьких військ під час битви на Сутьєсці.
Після війни потрапив у радянський полон, де й помер у грудні 1945 року.

## Нагороди
- Залізний хрест 2-го і 1-го класу
- Медаль «За відвагу» (Гессен)
- Королівський орден дому Гогенцоллернів, лицарський хрест з мечами
- Нагрудний знак «За поранення» в чорному
- Pour le Mérite (30 вересня 1918)
- Хрест «За вислугу років» (Пруссія)
- Почесний хрест ветерана війни з мечами
- Медаль «За вислугу років у Вермахті» 4-го, 3-го, 2-го і 1-го класу (25 років)
- Застібка до Залізного хреста 2-го і 1-го класу
- Німецький хрест в золоті (30 квітня 1943)